# Chełmska Biblioteka Publiczna
Chełmska Biblioteka Publiczna im. Marii Pauliny Orsetti w Chełmie – publiczna biblioteka Chełma zapewniająca obsługę biblioteczną mieszkańcom miasta, służąc przy tym rozwijaniu i zaspokajaniu potrzeb czytelniczych i informacyjnych, upowszechnianiu wiedzy i nauki oraz rozwojowi kultury na obszarze Chełma i powiatu chełmskiego.

## Historia
Dzieje Biblioteki rozpoczęły się w 1906 roku, kiedy zawiązane zostało koło Polskiej Macierzy Szkolnej, którego celem była m.in. promocja czytelnictwa. Inicjatorką otwarcia instytucji była jej późniejsza patronka, Maria Paulina Orsetti. Po krótkim czasie, w 1907 roku, działalność Biblioteki musiała przejść w tryb niejawny, gdyż Bibliotekę zamknęły władze carskie. W 1916 roku pozostało ok. 800 woluminów przy liczbie ok. 220 czytelników.
W 1920 roku, w miejsce poprzedniej Biblioteki, powstała Biblioteka Miejska, przejmując zbiory byłego Koła Polskiej Macierzy Szkolnej. W tym czasie biblioteka otrzymała ok. 2000 woluminów od Ministerstwa Wyznań Religijnych i Oświecenia Publicznego, a w 1923 roku bibliotece nadano imię ówcześnie urzędującego prezydenta RP, Stanisława Wojciechowskiego oraz przekazano 15 milionów marek polskich na rozwój instytucji. W przededniu II wojny światowej zbiory biblioteki wynosiły ok. 5000 tomów, a z Biblioteki korzystało ok. 500 czytelników.
Zniszczenia wojenne i zamknięcie biblioteki w czasie II wojny światowej, sprawiły, że po wojnie, zbiory Biblioteki zmniejszyły się do ok. 500 tytułów, głównie literatury pięknej. W kolejnych latach Biblioteka rozwijała się, m.in. dzięki dotacji Naczelnej Dyrekcji Bibliotek, która w 1947 roku przyznała chełmskiej bibliotece 70 tys. złotych na zakup oraz utrzymanie zbiorów. W 1960 roku, zbiory biblioteki wynosiły już 30 tys. pozycji przy 3000 czytelników. W szczytowym momencie, biblioteka miała 9 filii w Chełmie. W 1964 roku bibliotekę przeniesiono do nowego budynku Powiatowego Domu Kultury w Chełmie, a w 1975 roku w ramach dostosowania działalności biblioteki do nowego podziału administracyjnego, bibliotekę połączono z Powiatową Biblioteką Publiczną. Tak powstała Wojewódzka Biblioteka Publiczna, którą w 1999 roku przekształcono w Chełmską Bibliotekę Publiczną.
14 czerwca 2008 roku Bibliotece nadano imię Marii Pauliny Orsetii podczas uroczystej sesji Rady Miasta.

## Budynek biblioteki
W czasie swojego istnienia, biblioteka mieściła się w różnych miejscach i miała różną liczbę filii. W czasie I wojny światowej była zlokalizowana przy ul. Lubelskiej 76, od 1920 r. przy ul. Lubelskiej 69, od 1964 r. w Powiatowym Domu Kultury przy placu Tysiąclecia 1, a w 1980 roku przyjęto koncepcję budowy obecnej siedziby Biblioteki. Kamień węgielny pod budowę Biblioteki wmurowano 28 września 1984 roku. Głównym architektem był Wiesław Nowakowski, a konsultantem merytorycznym dr Jerzy Maj z Biblioteki Narodowej. W trakcie 1984 roku, całkowity kosz budowy biblioteki szacowany był na 296 mln zł, a pod koniec 1984 roku, na koncie Funduszu Czynu 40-lecia, z którego finansowano budowę, znajdowało się 326 mln zł. Na skutek kryzysu ekonomicznego, wysokiej inflacji oraz problemów technicznych przy budowie, zgromadzone środki nie wystarczyły na jej dokończenie, a tempo prac zmniejszyło się. Pierwszą część budynku, zaczęto użytkować pod koniec 1996 roku, po czym otwierano do użytku kolejne części budynku. Środki na ostateczne otwarcie budynku pozyskano w 2013 roku w ramach projektu Transgraniczne Centrum Edukacji Ekonomiczno-Społecznej – dokończenie budowy Chełmskiej Biblioteki Publicznej. Oficjalne otwarcie budynku miało miejsce w styczniu 2015 roku.

## Sieć biblioteczna
Choć w przeszłości Biblioteka miała nawet dziewięciu filii. Obecnie ze względu na dokończoną budowę dużego budynku głównego, posiada jedynie trzy filie. Są to:
- Filia nr 1 – ul. Nadrzeczna 5[4]
- Filia nr 2 – ul. Zachodnia 31[5]
- Filia nr 3 – ul. 11 listopada 4[6]